# Virus de Norwalk
Espèce
Le virus de Norwalk est le virus type du genre Norovirus de la famille Caliciviridae. Le nom vient de la ville de Norwalk dans l'Ohio où son atteinte a été décrite.

## Le virus

### Classification
Historiquement, les norovirus ont été identifiés par microscopie électronique, et baptisés selon le lieu géographique d'identification, par exemple : Norwalk dans l'Ohio, Hawaii, Southampton, Bristol, etc. Depuis les techniques de séquençage du génome, à partir de 1993, un nouveau système de classification numérique est adopté.
Cette classification se base sur des génogroupes numérotés en chiffres romains, subdivisé en génotypes en chiffres arabes. Par exemple pour les norovirus du génogroupe II, le virus de Lordsdale qui en fait partie est un membre du génotype 4, et est donc classifié comme norovirus GII.4. 
Il existe cinq génogroupes différents (GI, GII, GIII, GIV, et GV), dont le génogroupe II, le génogroupe humain le plus répandu, contient actuellement 17 génotypes. Les génogroupes I, II et IV infectent des humains, tandis que le génogroupe III est associé aux infections de bovin et le génogroupe V a été isolé chez les souris.[réf. nécessaire]

### Structure
Les Norovirus contiennent un génome positif d'ARN d'approximativement 7,5 kb, codant une protéine structurale importante (VP1) d'environ 60 kDa et une protéine mineure (VP2) servant de capside. Les particules virales de 27-35 nm ont une densité de 1,39-1,40 g/ml en CsCl. Elles n'ont pas d'enveloppe.
Les norovirus ne peuvent actuellement être mis en culture in vitro. Ils se multiplient dans les entérocytes de l'intestin grêle.  Ils résistent au froid, et à la chaleur jusqu'à 60°, à l'alcool et aux détergents classiques.

### Pouvoir pathogène
Les norovirus (précédemment appelés Norwalk virus et Norwalk-like virus) provoquent une gastroentérite (gastroentérite virale, à norovirus, ou infection à norovirus). Les virus GII.4 expliquent la majorité des manifestations de gastro-entérite chez l'adulte, de répartition mondiale. Ils représentent la principale cause de ce qu'on appelle, dans le langage populaire la « grippe intestinale » ou « grippe d'estomac » en anglais.

## Épidémiologie
Bien que la gastro-entérite virale soit provoquée par un certain nombre de virus, on estime que les virus de Norwalk sont responsables aux États-Unis d'environ un tiers des cas (hors les enfants de 6 à 24 mois). 
Lors d'une surveillance de deux ans (d'octobre 2011 à janvier 2013) pour l'infection au norovirus dans le Minnesota parmi les appelants d'un centre d'assistance téléphonique pour la surveillance des maladies d'origine alimentaire, parmi les plaintes qui ont signalé des diarrhées ou des vomissements, 241 plaignants ont été testés avec 127 (52,7%) positifs pour le norovirus. Le norovirus est la principale cause de maladies d'origine alimentaire aux États-Unis.
Les études par PCR semblent montrer une prévalence supérieure avec une responsabilité du virus dans plus de 85 % des gastro-entérites non bactériennes dans les pays occidentaux, en dehors du jeune enfant.
La maladie est plus fréquente chez les adultes et les enfants plus âgés que chez les jeunes enfants.
Typiquement, elle survient de manière épidémique, durant une à deux semaines au sein de communautés plus ou moins grandes.
Les aliments semblent peu impliqués dans la contagion, qui serait plutôt interpersonnelle. À titre d'exemple, une étude approfondie faite en Suisse a conclu qu'en Europe, les norovirus se diffusent surtout par contact direct de personne à personne et non via les aliments. De 1994 à 2006, en Suisse, les aliments et boissons n’ont été impliqués avec certitude que dans cinq foyers de toxi-infections, probablement via l'eau de boisson (mais on diagnostiquait mal les norovirus avant 1999, et antérieurement, les aliments ont été suspectés dans quelques cas). Des huîtres crues et des plats froids (préparés par un traiteur) ont été à l'origine d'épidémies en Suisse, selon l'Office fédéral de la santé publique.

## Mode de transmission
La gastroentérite de Norwalk est transmise principalement par voie féco-orale, d'origine hydrique ou alimentaire (eau ou aliments souillés, pouvant inclure l'eau des approvisionnements municipaux, des puits, des lacs et des piscines), ainsi que la contamination par gouttelettes infectantes émises lors de vomissements. 
Les aliments comprenant des mollusques, des crustacés ou de la salade sont les aliments les plus souvent impliqués dans des manifestations du Norwalk. L'ingestion des palourdes et des huîtres crues ou insuffisamment cuites à la vapeur pose un risque infectieux pour les zones où le virus est présent.
Selon un article récemment publié par la Société américaine de microbiologie, la capside du virus peut se lier aux cellules intestinales du chien et ce dernier peut parfois aussi être infecté, comme le montrent des tests immunologiques (il pourrait alors être suspecté de transmettre le norovirus à son maître ou à son entourage). Mais, malgré la sensibilité apparente du chien, cette étude n'a pas trouvé de norovirus dans les échantillons de selles canines, pas même en cas de diarrhée, et n'en a trouvé que dans les échantillons sériques de seulement « environ un septième des 325 chiens testés ». Le rôle écoépidémiologique potentiel du chien doit être approfondi, mais il est a priori secondaire ou peu important (quelques-unes des épidémies les plus étudiées sont survenues dans un navire de croisière et dans des hôpitaux où aucun chien n'était directement impliqué), rappelle l'ASM qui invite néanmoins à prendre des précautions avec les chiens ayant des diarrhées.

## Nature de la maladie
La maladie est caractérisée par des nausées, une gêne à la déglutition, une diarrhée et des douleurs abdominales. La diarrhée est typiquement non sanglante et peu abondante. Des maux de tête et de la fièvre peuvent aussi se produire. Basée sur des études chez des volontaires, la dose infectieuse a été estimée dans la gamme de 10-100 particules de virus.

## Diagnostic
Le diagnostic spécifique du norovirus est par habitude fait par des analyses conventionnelles RT-PCR (Reverse transcriptase - Réaction en chaîne par polymérase) qui sont de plus en plus remplacées par les analyses en temps réel de PCR, ces dernières donnant des résultats en quelques heures. Les analyses de type ELISA basées sur des anticorps contre un cocktail de différentes particules virales manquent de spécificité et de sensibilité.

## Évolution & Traitement

### Évolution
La gastro-entérite due au norovirus se développe habituellement 24 à 48 heures après l'ingestion de nourritures ou eaux souillées, ou de contact avec des personnes contaminées. Elle dure pendant 24 à 60 heures. Les formes graves où l'hospitalisation est nécessaire restent heureusement très rares.

### Traitement
Il se base sur une bonne réhydratation, un antidiarrhéique et un antiémétique en cas de nausées ou de vomissements.
La suramine pourrait être efficace, in vitro 
Le nitazoxanide est efficace in vivo contre la gastro-entérite à norovirus et à rotavirus